# Изгаряне
Изгарянето (на латински: combustio) представлява увреждане на кожата или на други тъкани, понякога съчетано с общи реакции от страна на организма, в резултат от действието на различни физични или химични фактори, като топлина, електричество, химикали, триене или радиация. Изгаряния, които засягат само повърхностния слой на кожата (епидермиса), са известни като епидермални или изгаряния от първа степен. Когато увреждането засегне някои от подлежащите слоеве на дермата, изгарянето е частично дермално или изгаряне от втора степен. При изгаряне с разрушаване на дермата в пълна дълбочина или трета степен, увреждането се разпростира до всички слоеве на кожата. Изгарянето от четвърта степен включва увреждане на разположени още по-дълбоко тъкани като мускул или кост.
Необходимото лечение зависи от тежестта на изгарянето. Епидермалните изгаряния могат да бъдат лекувани почти само с обикновени болкоуспокояващи, по-големите изгаряния може да изискват продължително лечение в специализирани центрове по изгаряния. Охлаждането с чешмяна вода може да помогне за облекчаване на болката и да намали увреждането. Продължителното подлагане на охлаждане обаче може да доведе до ниска телесна температура. При частичните дермални изгаряния може да е необходимо почистване със сапун и вода, последвано от превръзка. Не е ясно как да се справим с мехурите, но вероятно е разумно да ги оставим непокътнати. Дълбоките дермални изгаряния обикновено налагат хирургическа намеса като присаждане на кожа. Изгарянията, които засягат по-обширен участък често налагат големи количества интравенозни флуиди, защото последващата възпалителна реакция води до капилярно изтичане на флуид и оток (едем). Най-често срещаните усложнения от изгаряния са свързани с инфекция.
Въпреки че обширните изгаряния могат да бъдат фатални, съвременните лечения, разработени от 1960 г. насам, значително подобриха резултатите, особено при деца и млади хора. По света годишно около 11 милиона души търсят медицинска помощ, а 300 000 умират от изгаряния. В Съединените щати приблизително 4% от приетите в център по изгаряния умират от травмите си. Дългосрочният изход е свързан предимно с обхвата на изгарянето и възрастта на засегнатото лице.

## Признаци и симптоми
Характеристиките на изгарянето зависят от неговата дълбочина. Епидермалните изгаряния причиняват болка, която продължава два или три дни, с обелване на кожата през следващите няколко дни. Пострадалите от по-тежки изгаряния могат да изпитват дискомфорт или да се оплакват от усещане по-скоро за напрежение, отколкото болка. Изгарянията в пълна дълбочина могат да бъдат изцяло нечувствителни на леко докосване или пробождане. Докато по-повърхностните изгаряния обикновено са червени на цвят, тежките изгаряния могат да бъдат розови, бели или черни. Изгарянията около устата или опърлени косми в носа може да са индикация за настъпили изгаряния на дихателните пътища, но тези заключения не са окончателни. По-тревожните признаци включват: недостиг на въздух, дрезгавост и хриптене или свистене. Сърбежът е обичаен в оздравителния процес, като настъпва при 90% от възрастните и почти всички деца. Изтръпването или смъденето може да постоянстват за продължителен период от време след електротравма. Изгарянията може да причинят също емоционално и психологическо страдание.
| Вид                                                                              | Засегнати слоеве                                                              | Изглед                                                                         | Усещане при допир    | Усещане                 | Време за заздравяване                     | Прогноза                                                                                             | Пример                                                                              |
| -------------------------------------------------------------------------------- | ----------------------------------------------------------------------------- | ------------------------------------------------------------------------------ | -------------------- | ----------------------- | ----------------------------------------- | --- | ----------------------------------------------------------------------------------- |
| Епидермално изгаряне (първа степен)                                              | Епидермис                                                                     | Еритема (зачервяване) без мехури                                               | Сухо                 | Болезнено               | 5 – 10 дни                                | Заздравява добре; Многократното слънчево изгаряне увеличава риска от рак на кожата по-късно в живота | Слънчевото изгаряне е типичен пример за изгаряне от първа степен.                   |
| Повърхностно дермално изгаряне (втора степен)                                    | Засяга повърхностния (папиларния) слой на дермата                             | Зачервяване с прозрачен мехур. Побелява при натиск.                            | Влажно               | Много болезнено         | по-малко от 2 – 3 седмици                 | Инфекция на засегнатото място/целулит, но обикновено не оставя белези                                | Изгаряне на палеца от втора степен                                                  |
| Дълбоко дермално изгаряне (втора степен)                                         | Засяга дълбокия (ретикуларен) слой на дермата                                 | Мястото е жълтеникаво до бяло. По-малко побеляване. Може да се получат мехури. | Доста сухо           | Напрежение и дискомфорт | 3 – 8 седмици                             | Белези, контрактури (може да се наложи отстраняване на поразената тъкан и присаждане на кожа)        | Изгаряне от втора степен, причинено от вряла вода                                   |
| Субдермалните изгаряния (разрушаване на кожата в пълна дълбочина) (трета степен) | Засяга цялата дерма                                                           | Твърдо и бяло/кафяво Няма побеляване                                           | Като изкуствена кожа | Болезнено               | Продължително (месеци) и непълно          | Белези, контрактури, ампутация (препоръчва се ранно отстраняване)                                    | Изгаряне от трета степен осем дни след инцидента, причинено от мотоциклетен ауспух. |
| Четвърта степен                                                                  | Засяга целия кожен слой и подлежащи структури – мастна тъкан, мускули и кости | Черно; овъглено с ескара (струпей)                                             | Сухо                 | Безболезнено            | Налага отстраняване на засегнатия участък | Ампутация, значително затрудняване на функционалността и, в някои случаи, смърт.                     | Изгаряне от 4-та степен                                                             |

## Причина
Изгаряния може да се причинят от най-различни външни източници, класифицирани като термични, химически, електрически и радиационни. В Съединените щати най-честите причини за изгаряния са: пожар или пламък (44%), изгаряне с вряла вода (33%), горещи предмети (9%), електричество (4%) и химикали (3%). Повечето (69%) от случаите на изгаряне стават у дома или на работното място (9%) и повечето са случайни, като 2% се дължат на нападение от друго лице, а 1 – 2% са резултат от опит за самоубийство. Тези източници могат да причинят инхалационно увреждане на дихателните пътища и/или белите дробове, което настъпва в около 6% от случаите.
Случаите на изгаряне са по-чести при бедните. Пушенето е рисков фактор, макар че употребата на алкохол не е. Свързаните с огън изгаряния общо взето се случват по-често на места с по-студен климат. Специфичните рискови фактори в развиващия се свят включват готвене на открит огън или на пода, както и интелектуална недостатъчност при децата и хронични заболявания при възрастните.

### Термични
В Съединените щати огънят и горещите течности са най-честите причини за изгаряния. От битовите пожари, които водят до смърт, пушенето причинява 25%, а нагревателните уреди причиняват 22%. Почти половината от травмите се дължат на опити за запалване на огън. Попарването се причинява от горещи течности или газове и най-често настъпва от горещи напитки, висока температура на водата от водопровода във вани или душове, горещо олио или пара. Случаите на попарване са най-често срещани при деца на възраст под пет години, а в Съединените щати и Австралия съставляват около две-трети от всички случаи на изгаряне. Контакт с горещи предмети е причината за около 20 – 30% от изгарянията при децата. В повечето случаи изгарянето от попарване е от първа или втора степен, но може да се получи и изгаряне от трета степен, особено при продължителен контакт. Фойерверките са често срещана причина за изгаряния през празниците в много страни. Рискът е особено висок при за момчетата в юношеска възраст.

### Химически
Химикалите причиняват от 2 до 11% от всички изгаряния и имат 30% дял в свързаната с тях смъртност. Химическите изгаряния могат да бъдат причинени от над 25 000 вещества, повечето от които са или силна основа (55%) или силна киселина (26%). Повечето смъртни случаи от химическо изгаряне са вследствие на поглъщане. Най-честите агенти включват: сярна киселина, намираща се в почистващите препарати за тоалетна, натриев хипохлорит, намиращ се в белината и халогенирани въглеводороди, намиращи се в препаратите за отстраняване на бои и други. Флуороводородната киселина може да причини особено дълбоки изгаряния, които може да станат симптоматични едва известно време след контакта с нея. Мравчената киселина може да причини разрушаване на значителен брой еритроцити.

### Електрически
Електрическите изгаряния или травми се класифицират като изгаряния от високо напрежение (по-голямо от или равно на 1000 V), ниско напрежение (по-ниско от 1000 V) или като изгаряне вследствие на електрическа дъга. Най-честите причини за електрическо изгаряне при децата са електрически кабели (60%), следвани от електрически контакти (14%). Мълнията също може да причини електрически изгаряния. Рисковите фактори за поразявани от мълния включват участие в дейности на открито като планинско катерене, голф и спортове на открит терен, както и работа на открито. Смъртността от мълния е около 10%.
Макар че електротравмите водят предимно до изгаряния, те могат да причинят също фрактури или изкълчване вследствие на тъпа (непроникваща) травма или мускулни контракции. При травми от високо напрежение по-голямата част от увреждането може да е вътрешно и поради това степента на травмата не може да се прецени само с преглед на кожата. Контактът с ниско или високо напрежение може да причини сърдечна аритмия или спиране на сърдечната дейност.

### Радиационни
Радиационните (лъчеви) изгаряния могат да бъдат причинени от продължително експониране на ултравиолетова светлина (например от слънцето, солариуми или електродъгово заваряване) или от йонизираща радиация (например от лъчетерапия, рентгенови лъчи или радиоактивни отпадъци). Излагането на слънце е най-обичайната причина за радиационни изгаряния и общо най-разпространената причина за епидермални (най-повърхностни) изгаряния. Податливостта на слънчево изгаряне варира значително при хората в зависимост от техния тип кожа. Кожните ефекти от йонизираща радиация зависят от количеството излагане на мястото, като загуба на косми се наблюдава след 3 Gy, зачервяване се наблюдава след 10 Gy, влажно обелване на кожата след 20 Gy, а некроза след 30 Gy. Зачервяване, ако настъпи такова, може да се появи едва известно време след излагането. Радиационните изгаряния се третират също както другите изгаряния. Микровълнови изгаряния настъпват чрез термично загряване, причинено от микровълни. Макар че кратки излагания от две секунди могат да причинят травма, общо взето това се случва рядко.

### Неслучайни
При хоспитализираните от изгаряне с вряла течност или изгаряне с огън, 3 – 10% са от нападение. Причините включват: малтретиране на деца, лични пререкания, насилие от съпруг/а, насилие над възрастни и бизнес конфликти. Травмата от потапяне или от изгаряне с вряла вода чрез потапяне може да е индикация за малтретиране на дете. Тя се създава, когато крайник или долната част на тялото (хълбок или перинеум) бъдат задържани потопени в гореща вода. Увреждането обикновено е с рязко изразена горна граница и често пъти симетрична. Други високорискови признаци на скрито насилие включват: периферни изгаряния, липса на белези от изпръскване, изгаряне с равномерна дълбочина и връзка с други признаци на небрежност или малтретиране.
Изгаряне на младоженка, форма на домашно насилие, се среща в някои култури като Индия, където жената бива изгорена защото съпругът или семейството му считат зестрата за недостатъчна. В Пакистан изгарянията с киселина представляват 13% от умишлените изгаряния и често пъти са свързани с домашно насилие. Самозапалването също се използва като форма на протест в различни части на света.

## Патофизиология
При температури, по-високи от 44 C°, протеините започват да губят триизмерната си форма и започват да се разрушават. Това води до увреждане на клетки и тъкани. Много от преките здравни ефекти на изгарянето са вследствие нарушение в нормалното функциониране на кожата. Те включват нарушение в сетивността на кожата, възможността за предотвратяване загуба на вода чрез изпаряване и възможността за контролиране на телесната температура. В резултат от нарушението на клетъчните мембрани клетките губят калций в извънклетъчното пространство и поемат вода и натрий.
При обширните изгаряния (над 30% от общата телесна повърхност) има значителна възпалителна реакция. Това води до повишено изтичане на течност от капилярите, и последващ едем на тъканта. Причинява се обща загуба в количеството кръв, като останалата кръв претърпява значителна загуба на плазма, в резултат на което кръвта става по-концентрирана. Слабият приток на кръв към органи като бъбреците и стомашно-чревния тракт може да доведе до остра бъбречна недостатъчност и язва на стомаха.
Повишените нива на катехоламини и кортизол могат да доведат до хиперметаболитно състояние, което може да продължи с години. Това е свързано с повишен сърдечен дебит, метаболизъм, ускорен сърдечен ритъм и имуносупресия.

## Диагноза
Изгарянията могат да се класифицират по дълбочина, механизъм на увреждане, обхват и свързани увреждания. Най-често използваната класификация е въз основа на дълбочината на изгаряне. Дълбочината на изгаряне обикновено се определя с преглед, макар че може да се използва и биопсия. Един преглед може да е недостатъчен за точно определяне на дълбочината на изгаряне и е възможно да се наложат неколкократни прегледи в продължение на няколко дни. В случаи с главоболие или виене на свят, както и свързано с огън изгаряне, следва да се има предвид възможност за отравяне с въглероден оксид. Трябва също да се вземе под внимание възможност за отравяне с цианид.

### Размер
Размерът на изгарянето се измерва като процент от общата телесна повърхност (ОТП), засегната от дълбоки изгаряния с частична или пълна дълбочина. Изгарянията от първа степен, при които има само червен цвят, без мехури, не се включват в тази оценка. Повечето изгаряния (70%) обхващат по-малко от 10% от общата телесна повърхност.
Съществуват множество методи за определяне на общата засегната телесна повърхност, в това число „правилото на деветките“, диаграмата на Lund и Browder и оценки въз основа на големината на човешка длан. Правилото на деветките е лесно за запомняне, но е точно само при хора на възраст над 16 години. По-точни оценки могат да се направят, като се използват диаграмите на Lund и Browder, които отчитат различните съотношения на частите на тялото при възрастни и при деца. Големината на отпечатъка на човешката ръка (включващ дланта и пръстите) е приблизително 1% от общата телесна повърхност.

### Тежест
| Леко                           | Умерено                           | Тежко                                                        |
| ------------------------------ | --------------------------------- | ------------------------------------------------------------ |
| Възрастен <10% от ОТП          | Възрастен 10 – 20% от ОТП         | Възрастен >20% от ОТП                                        |
| Млад или стар < 5% от ОТП      | Млад или стар 5 – 10% от ОТП      | Млад или стар >10% от ОТП                                    |
| <2% изгаряне в пълна дълбочина | 2 – 5% изгаряне в пълна дълбочина | >5% изгаряне в пълна дълбочина                               |
|                                | Нараняване от високо напрежение   | Изгаряне от високо напрежение                                |
|                                | Възможно инхалаторно увреждане    | Установено инхалаторно увреждане                             |
|                                | Периферно изгаряне                | Значително изгаряне на лицето, ставите, ръцете или стъпалата |
|                                | Други здравословни проблеми       | Свързани увреждания                                          |

За да се определи нуждата от изпращане в специализирано звено по изгаряния, Американската асоциация по изгаряния е създала класификационна система. Чрез тази система изгарянията могат да се класифицират като тежки, умерени и леки. Оценката се основава на редица фактори, в това число общата засегната телесна повърхност, засягането на специфични анатомични области, възрастта на пострадалия и свързани увреждания. Леките изгаряния обикновено могат да се лекуват у дома, а тежките изгаряния се лекуват в център по изгаряния.

## Превенция
В исторически аспект около половината от всички изгаряния са считани за предотвратими. Програмите за превенция на изгарянията са намалили значително случаите на сериозни изгаряния. Превантивните мерки включват: ограничаване на температурата на топлата вода, аларми за дим, пръскачни системи, надлежна конструкция на сградите и огнеустойчиво защитно облекло. Специалистите препоръчват настройване на водонагревателите под 48,8 C°. Други мерки за предотвратяване на изгаряния от попарване включват използване на термометър за измерване на температурата на водата в банята и защитни приспособления върху печките. Макар ефектът от регламентирането на фойерверките да е неясен, има данни за ползата от него като препоръките включват ограничаване продажбата на фойерверки на деца.

## Овладяване
Реанимацията започва с оценка и стабилизиране на дихателния тракт, дишането и кръвообръщението на пострадалия. Ако има съмнения за инхалационно увреждане, може да се наложи ранно интубиране. Следва обгрижване на самата рана от изгаряне. Пострадалите с обширни изгаряния могат да бъдат повити в чисти чаршафи до пристигането им в болница. Тъй като раните от изгаряния са податливи на инфекция, следва да се направи бустерна (подсилваща) ваксинация против тетанус, ако лицето не е получило ваксината през последните пет години. В Съединените щати в 95% от случаите на изгаряне в отделенията за спешна медицинска помощ пострадалите се лекуват и изписват, а при 5% се налага да бъдат настанени в болница. При по-големите изгаряния е важно ранното подхранване. В допълнение към традиционните лечения, от полза може да бъде лечение с кислород при високо налягане.

### Интравенозни флуиди
На пострадалите със слаба тъканна перфузия трябва да се подават болус-дози от изотоничен кисталоиден разтвор. При деца с изгаряне на повече от 10 – 20% от телесната повърхност и възрастни с изгаряне на повече от 15% от телесната повърхност, това трябва да бъде последвано от редовна реанимация с флуиди и мониторинг. При пострадали с изгаряния по-големи от 25% от телесната повърхност това трябва да започне по възможност на предболничен етап. Формулата на Паркланд може да помогне за определяне на необходимия обем интравенозни флуиди през първите 24 часа. Формулата се основава на засегнатата обща телесна повърхност и телесното тегло на лицето. Половината от обема на флуида се прилага през първите 8 часа, а останалата част се прилага през следващите 16 часа. Времевата рамка се изчислява от момента, в който е настъпило изгарянето, а не от момента, в който е започнала реанимацията с флуиди. При децата е необходим допълнителен поддържащ флуид, който включва глюкоза. Освен това при лицата с инхалационни увреждания се изисква повече флуид. Макар че недостатъчната реанимация с флуиди може да създаде проблеми, прекалената реанимация също може да бъде вредна. Формулите са само насочващи, като в идеалния случай инфузиите са пригодени към уринарен дебит от >30 mL/h за възрастни или >1mL/kg за деца и средно артериално налягане по-голямо от 60 mmHg.
Макар често да се използва лактиран разтвор на Рингер, няма данни, че той е по-ефикасен от обикновения физиологичен разтвор. Кристалоидните разтвори са също толкова добри, колкото колоидните разтвори и тъй като колоидите са по-скъпи, те не се препоръчват. Кръвопреливане е необходимо в редки случаи. Обикновено се препоръчва при спад на нивото на хемоглобина под 60 – 80 g/L (6 – 8 g/dL), поради свързан риск от усложнения. Ако е необходимо, могат да се поставят интравенозни катетри през изгорената кожа или да се използва интраосално преливане.

### Обгрижване на рана
Ранното охлаждане (до 30 минути от изгарянето) намалява дълбочината и болката на изгарянето, но трябва да се внимава, тъй като преохлаждането може да доведе до хипотермия. То следва да се извърши с хладка вода, 10 – 25 °C, а не с ледена вода, тъй като ледената вода може да причини допълнителна вреда. Химическите изгаряния може да наложат необходимост от обилна иригация. Почистването със сапун и вода, премахване на мъртва тъкан и поставяне на превръзки са важни аспекти от обгрижването на раната. При наличие на непокътнати мехури, не е ясно какво да се прави с тях. Някои недостатъчно проучени данни са в подкрепа на това да не се пипат. Изгарянията от втора степен трябва да се оценят наново след два дни.
Малко са надеждните данни за определяне на типа превръзка, който трябва да се използва при лечението на изгаряния първа и втора степен. Разумно е изгарянията от първа степен да се лекуват без превръзки. Макар често да се препоръчват актуални антибиотици, малко са данните в подкрепа на употребата им. Не се препоръчва сребърен сулфадиазин (вид антибиотик), тъй като е потенциален удължител на времето за лечение. Недостатъчни са данните в подкрепа на употребата на превръзки, съдържащи сребро или лечение на рани с отрицателно налягане.

### Медикаменти
Изгарянията могат да бъдат много болезнени и за овладяване на болката може да се използват различни опции. Те включват обикновени аналгетици (като ибупрофен и парацетамол) и опиоиди като морфина. Освен аналгетици, за облекчаване чувството на мъчително безпокойство могат да се използват бензодиазепини. В оздравителния процес като помощно средство против сърбеж може да се използват антихистамини, масаж или транскутанна електрическа стимулация на нервите. Антихистамините обаче са ефикасни за тази цел само при 20% от хората. За употребата на габапентин има подкрепящи данни от проучвания и прилагането му може да е основателно при пациенти, при които няма подобрение с антихистамини.
Интравенозни антибиотици се препоръчват преди хирургическа операция на пациенти с обширни изгаряния (>60% ОТП). След 2008 г. указанията не препоръчват общата им употреба поради опасения относно развиване на устойчивост към антибиотици и повишен риск от гъбични инфекции. Предварителните данни обаче показват, че те могат да подобрят оцеляемостта при пациенти с обширни и тежки изгаряния. Eритропоетинът няма установена ефикасност за предотвратяване или лечение на анемия при хора с изгаряния. При изгаряния с флуороводородна киселина калциев глюконат е специфичен антидот (противодействащо) и може да се прилага интравенозно и/или локално.

### Хирургия
Раните, налагащи хирургическо затваряне с присадки или капачета от кожа (обикновено всяка рана, която е по-голяма от изгаряне в пълна дълбочина с малка площ), трябва да се третират възможно най-рано. При циркумферентни изгаряния на крайниците или гърдите може да е необходимо спешно хирургическо освобождаване на кожата, известно като ескаротомия. То се извършва за лечение или предотвратяване на проблеми с периферната циркулация или излагане на вътрешните тъкани на въздух. Ползата от него е несигурна при изгаряния по врата или пръстите. При електрически изгаряния може да се наложи фасциотомия.

### Алтернативна медицина
От древни времена медът се използва като помощно средство за лечение на рани и може да е от полза при изгаряния от първа и втора степен. Данните за алое вера са неубедителни. Макар да е от полза за намаляване на болката, а наблюдение от 2007 г. откри предварителни данни за подобрени срокове на лечението последващо наблюдение от 2012 г. не установи подобрение от лечението в сравнение със сребърния сулфадиазин.
Малко са данните за помощта на витамин E при келоиди или образуване на белези. Не се препоръчва масло. В страните с ниски доходи изгарянията се третират до една трета от времето чрез традиционна медицина, което може да включва използване на яйца, кал, листа или кравешки тор. В някои случаи хирургическото лечение е ограничено поради недостатъчни финансови ресурси и наличност. Освен медикаментите има редица други методи, които могат да се приложат за намаляване на болката и страха при процедурите, включително: терапия „виртуална реалност“, хипноза и методи на поведенческа терапия като техники за разсейване.

## Прогноза
| ОТП          | Смъртност |
| ------------ | --------- |
| <10%         | 0,6%      |
| 10 – 20%     | 2,9%      |
| 20 – 30%     | 8,6%      |
| 30 – 40%     | 16%       |
| 40 – 50%     | 25%       |
| 50 – 60%     | 37%       |
| 60 – 70%     | 43%       |
| 70 – 80%     | 57%       |
| 80 – 90%     | 73%       |
| >90%         | 85%       |
| Инхалационно | 23%       |

Прогнозата е по-лоша при пострадали с по-обширни изгаряния, при по-възрастните и при жените. Наличието на увреждане от вдишване на дим, други значителни увреждания, като дълги костни фрактури и сериозни заболявания (например сърдечно заболяване, диабет, психиатрично заболяване и намерение за самоубийство) също повлияват на прогнозата. От приетите в центровете по изгаряния в Съединените щати средно 4% умират, като изходът за отделните лица зависи от степента на увреждане от изгарянето. Например приетите с площи на изгаряне по-малки от 10% от общата телесна повърхност са имали нива на смъртност по-ниски от 1%, докато приетите с изгаряне над 90% от общата телесна повърхност са имали 85% смъртност. В Афганистан хората с повече от 60% изгаряне на телесната повърхност рядко оцеляват. Методът на Baux исторически е използван за определяне прогнозата при по-големи изгаряния. С подобряване на грижите обаче, той вече не е много точен. Резултатът се определя чрез прибавяне на размера на изгарянето (% ОТП) към възрастта на лицето и е повече или по-малко равен на риска от смърт.

### Усложнения
Може да настъпят редица усложнения, от които инфекциите са най-обичайни. По ред на честота, потенциалните усложнения включват: пневмония, целулит, инфекция на пикочните пътища и заболяване на дихателните пътища. Рисковите фактори за инфекция включват: изгаряния с повече от 30% от общата телесна повърхност, изгаряния в пълна дълбочина, възрастови крайности (стари или млади) или изгаряния, включващи краката или перинеума. Пневмония настъпва особено често при пострадали с инхалационни увреждания.
Чести са случаите на анемия вследствие изгаряния в пълна дълбочина с повече от 10% от общата телесна повърхност. Електрическите изгаряния може да доведат до компартмънт синдром или рабдомиолиза поради разрушаване на мускула. Изчислено е, че тромбоза на дълбоките вени настъпва при 6 до 25% от хората. Хиперметаболитното състояние, което може да постоянства в продължение на години след по-голямо изгаряне, може да доведе до намаляване на костната плътност и загуба на мускулна маса. Възможно е след изгаряне да се образуват келоиди, особено при хора, които са млади и с тъмна кожа. След изгаряне децата може да имат значителна психологическа травма и посттравматично стресово разстройство. Образуването на белези може да доведе и до нарушено самочувствие за физическия вид. В развиващия се свят значителните изгаряния могат да доведат до социална изолация, нищета, а при децата до изоставяне.

## Епидемиология
Към 2004 г. 11 милиона изгаряния по света са наложили прилагането на медицински грижи и са довели до 300 000 смъртни случая. Това прави изгарянето 4-та водеща причина за травми след катастрофите с моторни превозни средства, паданията и насилието. Около 90% от изгарянията се случват в развиващия се свят. Това се отдава частично на пренаселеност и опасни условия на готвене. Общо близо 60% от фаталните изгаряния се случват в райони в Югоизточна Азия с честота 11,6 на 100 000.
В развития свят при възрастните мъже смъртността от изгаряния е два пъти по-висока, отколкото при жените. Това вероятно се дължи на техните професии с по-висок риск, както и на дейности, свързани с повече риск. В много страни от развиващия се свят обаче, жените са с два пъти по-висок риск от мъжете. Често пъти това е свързано със злополуки в кухнята или с домашно насилие. При децата смъртността от изгаряния е 10 пъти по-висока в развиващия се свят, отколкото в развития. Като цяло при децата изгарянията са сред петнадесетте водещи причини за смърт. От 1980-те до 2004 г. в много страни беше наблюдавано намаляване на случаите на фатални изгаряния и изобщо на изгаряния.

### Развити страни
Според изчисленията годишно в Съединените щати медицинско лечение получават 500 000 травми от изгаряния. В 2008 г. резултатът е бил 3300 смъртни случая. Повечето изгаряния (70%) и смъртни случаи от изгаряния са при мъже. Най-разпространени са изгарянията от пожари при 18 – 35-годишните, а попарвания има най-често при деца под петгодишна възраст и възрастни над 65 години. Смъртните случаи поради електрически изгаряния са около 1000 годишно. Осветлението причинява смърт на около 60 души годишно. В Европа умишлените изгаряния са най-обичайни при мъжете на средна възраст.

### Развиващи се страни
В Индия около 700 000 до 800 000 души годишно претърпяват значителни изгаряния, но много малко от тях биват обгрижвани в специализирани отделения по изгаряния. Най-чести са случаите сред жените на възраст 16 – 35 години. Част от този висок процент е свързан с необезопасени кухни и свободните широки дрехи, характерни за Индия. Изчислено е, че една трета от всички изгаряния в Индия се дължат на запалило се от открити пламъци облекло. Умишлените изгаряния също са широко разпространена причина и са с висок процент сред младите жени, вследствие на домашно насилие и самонараняване.

## История
Пещерни рисунки от преди повече от 3500 години показват изгаряния и тяхното лечение. Египетският папирус на Едуин Смит от 1500 пр.н.е. описва лечения, използващи мед и мехлем от растителна смола. През вековете са използвани много други лечения, включително използване на чаени листа от китайците, документирани до 600 пр.н.е., свинска мас и оцет Хипократ, документирани до 400 пр.н.е. и вино и мирта, документирани до 100 н.е. Френският бръснар-хирург Амброаз Паре пръв описал различните степени на изгаряния през 1500-те. През 1832 г. Гийом Дюпюитрен ги разширил до шест различни степени по тежест.
Първата болница за лечение на изгаряния отворила врати през 1843 г. в Лондон, Англия, а развитието на съвременните медицински грижи при изгаряния започнало в края на 1800-те и началото на 1900-те. През Първата световна война Хенри Д. Дейкин и Алексис Карел разработили стандарти за почистване и дезинфекция на изгаряния и рани посредством разтвори на натриев хипохлорит, които значително намалили смъртността. През 1940-те признали значението на ранното изрязване и присаждане на кожа и приблизително по същото време разработили реанимацията с флуиди и препоръчителни формули за нейното прилагане. През 1970-те изследователи демонстрирали значението на хиперметаболитното състояние, което настъпва при обширни изгаряния.

## Класификация
Изгарянията могат да се класифицират според различни фактори, като най-разпространените са причината за изгаряне, неговата дълбочина и големината на изгорената площ. В зависимост от етиологичния фактор, изгарянето може да се дължи на висока температура, електрически ток, химически съединения и йонизираща радиация. В зависимост от дълбочината, изгарянията се разделят по 3 или 4 степенни скали, а също така могат да се определят като повърхностни или дълбоки, епидермални, дермални и т.н.

### Етиология

#### Термично изгаряне
- Пламъкови – най-честите изгаряния при възрастни. Причиняват се от директен контакт с огън. Могат да бъдат обширни и дълбоки, често са съчетани с инхалационни изгаряния от пушечни газове и инхалационна интоксикация (при пожари в затворени помещения).
- От горещи течности – по-чести при децата. Причиняват се от различни нагорещени течности (вода, мляко и други течности).
- От горещи водни пари – инцидентно при спукване на парни котли, радиатори и тръби с водна пара. Могат да бъдат обширни и засягат изцяло откритите части на тялото, но рядко са дълбоки, тъй като водната пара бързо отдава топлина и температурата ѝ рязко пада при досег с тялото.
- Контактно – при директен контакт с нагорещен предмет. Могат да бъдат дълбоки, но рядко са обширни.

#### Електрическо изгаряне
Електрическият ток причинява местни увреди (electrocombustio) и общи поражения (електрошок, electrocutio). Поради начина на протичане през човешкото тяло, често изгарянето на кожата е малко и не съответства на големите увреди под кожата – мускули, фасции, нерви, съдове, кости.
Електрическият ток причинява изгаряния по контактен път, чрез искра, волтова дъга и т.н. Особен вид електрически изгаряния са тези от атмосферно електричество при удар от мълния (fulminatio) и електрическа гангрена причинена от високоволтов ток.

### Дълбочина
Съществуват различни класификации на изгарянията според дълбочината им. Те се класифицират по 3 или 4 степенни скали, а така също могат да се определят като повърхностни и дълбоки.
С методично указание №2 от 20 декември 1995 г. на МЗ, в България дълбочината на изгарянията се определя по 3 степенна скала, съобразно скалата на Международната асоциация по изгаряния (ISBI):
- I степен – епидермални изгаряния
- II степен – дермални изгаряния
  - II степен – повърхностни дермални изгаряния
  - II-б степен – дълбоки дермални изгаряния
- III степен – субдермални изгаряния

Епидермалните изгаряния и повърхностните дермални изгаряния се дефинират като повърхностни, а дълбоките дермални и субдермалните изгаряния като дълбоки.
Изгаряния първа степен се лимитират до червенина (еритема, erythema), бяла грапавина или по-слаба болка може да има на мястото на нараняването. Тези изгаряния включват епидермиса, повечето слънчеви изгаряния са от типа първа степен.
Изгарянията втора степен показват еритемата, зачервяване с повърхностно образуване на мехури, може да има повече или по-малко болка, в зависимост от степента на замесеност на нервни окончания и нерви, този вид изгаряния въвличат повърхностния дермитис (папиларен, papillary), но може и да включват дълбок кожен (ретикуларен, reticular) слой.
По-големите (сериозни) изгаряния от втора степен могат да бъдат причинени от контакт с вряла, вряща вода.
При трета степен – когато епидермисът е загубен и има щета на подкожната тъкан. Жертвите на изгряния ще покажат крайно увреждане на епидермиса, понякога мъртва тъкан ще има на мястото. Може да има загуба на снопове коса и кератин, и да е необходима хирургична намеса по трансплантиране на тъкан.
При четвърта степен се наранява мускул, сухожелие и сухожилна тъкан, с катстрофална увреда за хиподермиса. Има синдром наречен compartment syndrome при тази степен на изгарне, който може да е животозастрашаващ. В случай, че няма опасност за живота, трансплантиране на тъкан се изисква.

## Лечение
В първоначалния момент всички изгаряния са стерилни, тъй като възникват от въздействието на висока температура. След това обаче върху изгорената кожа се появяват признаци на възпаление. Изгарянето се превръща в рана, отворена за всякакви микроби. Често това, което според някои „съвети“ се препоръчва за облекчаване на болката на изгореното място, може да стане източник на инфекция.
Най-ефективното средство при всяко изгаряне е охлаждане на изгорената повърхност. Използвайте всичко, което ви е под ръка: студена вода, сняг, лед от хладилника, замразен продукт, за предпочитане в опаковка.
Студът спира развитието на инфекция
и за известно време успокоява болката.
След охлаждането изгореното място се обработва в съответствие със степента на изгаряне. Признаци за изгаряне от първа степен са лекото зачервяване или малката подутина на кожата. Трябва да се обработят с разтвор на калиев перманганат, ако площта на изгарянето не е голяма. В противен случай обаче трябва да се нанесе мехлем против изгаряне или да се обработва мястото с аерозол 3 – 4 пъти дневно. Желателно е в домашната аптечка да има пантенол или друг мехлем, който да предпази по-дълбоките слоеве на кожата от проникване на изгарянето.
През лятото най-често изгарянията са от слънцето. Първа помощ при тези изгаряния е отново максималното охлаждане. За това ще помогне и водата в морето или една изпита чаша айрян или студена вода. При слънчевите изгаряния
не трябва да се използват течности, съдържащи спирт
Много хора смятат, че като натрият нараненото място с одеколон, всичко ще мине. Това е заблуда. Одеколонът, т.е. спиртът, предизвиква още по-голямо раздразване на кожата.
Ако имате изгаряне от втора степен, то като правило е съпроводено с образуването на водни мехури. Тънката кожичка на мехура не трябва да се премахва в никакъв случай. Повърхността под нея е много болезнена. Само със стерилен инструмент може да се пробие обвивката, за да изтече течността, намираща се под нея. Раната трябва също да се намаже с някакъв мехлем, препоръчван за тази цел, а после да се покрие със стерилна марля и да се завърже с бинт.
Не трябва да се използват лепенки, защото те затрудняват достъпа на въздух, а за зарастването на раната е необходим кислород. Превръзката трябва да се сменя всеки ден. Тя се сваля, когато раната започне да зараства. Такива изгаряния по правило минават след 1 – 2 седмици.
Всички тези мерки могат да се приложат в домашни условия, ако е изгорена малка повърхност от кожата. Големите изгаряния трябва да се лекуват от специалист. Неправилното лечение на изгаряния може да има непредвидими последици.
Изгарянето от трета степен образува рана, напълно лишена от горен слой кожа. Могат да пострадат и по-дълбоколежащите тъкани. Тези изгаряния са светлосиви или светлокафяви, леко плътни на пипане. В тези случаи не може да се прилага никакво самолечение – необходима е специализирана лекарска помощ.